# یواس‌اس پی‌سی-۱۲۶۴
یواس‌اس پی‌سی-۱۲۶۴ (به انگلیسی: USS PC-1264) یک زیردریایی است که طول آن 173 feet, 8 inches می‌باشد. این زیردریایی در سال ۱۹۴۳ ساخته شد.